# Liste der Schwimmweltrekorde und -bestzeiten über 4 × 50 Meter Lagen
Die Schwimmweltrekorde und -bestzeiten über 4 × 50 Meter Lagen sind die besten in der Schwimmdisziplin 4 × 50 m Lagen geschwommenen Zeiten. Die Liste der Weltbestzeiten ist eine inoffizielle Liste, da der internationale Schwimmverband FINA über diese Distanz erst seit dem 25. September 2013 geschwommene Zeiten offiziell als Weltrekorde anerkennt.
Diese Weltbestzeiten und Weltrekorde werden nur für Kurzbahnen (25 m) und getrennt für Männer und Frauen geführt. Im Folgenden wird Weltbestzeiten- und Weltrekordentwicklung seit der jeweils ersten anerkannten Weltbestzeit aufgelistet.

## Kurzbahnweltrekorde und -bestzeiten Männer
| Nr. | Sportler                                                                      | Nation      | Zeit     | Datum             | Ort       |
| --- | ----------------------------------------------------------------------------- | ----------- | -------- | ----------------- | --------- |
| 1   | Jani Sievinen, Petri Suominen, Vesa Hanski, Antti Kasvio                      | Finnland    | 01:38,10 | 22. November 1992 | Espoo     |
| 2   | Jirka Letzin, Mark Warnecke, Dirk Vandenhirtz, Silko Günzel                   | Deutschland | 01:38,01 | 4. Dezember 1994  | Stavanger |
| 3   | Daniel Carlsson, Patrik Isaksson, Jonas Akesson, Lars Frölander               | Schweden    | 01:35,51 | 13. Dezember 1998 | Sheffield |
| 4   | Stev Theloke, Mark Warnecke, Thomas Rupprath, Carsten Dehmlow                 | Deutschland | 01:34,78 | 13. Dezember 2001 | Antwerpen |
| 5   | Stev Theloke, Jens Kruppa, Thomas Rupprath, Carsten Dehmlow                   | Deutschland | 01:34,72 | 12. Dezember 2002 | Riesa     |
| 6   | Thomas Rupprath, Mark Warnecke, Fabian Friedrich, Carsten Dehmlow             | Deutschland | 01:34,46 | 11. Dezember 2003 | Dublin    |
| 7   | Helge Meeuw, Johannes Neumann, Thomas Rupprath, Jens Schreiber                | Deutschland | 01:34,06 | 7. Dezember 2006  | Helsinki  |
| 8   | Mirco Di Tora, Alessandro Terrin, Marco Belotti, Filippo Magnini              | Italien     | 01:34,01 | 11. Dezember 2008 | Rijeka    |
| 9   | Stanislaw Donez, Sergei Geibel, Nikolai Skworzow, Sergei Fessikow             | Russland    | 01:33,77 | 11. Dezember 2008 | Rijeka    |
| 10  | Mirco Di Tora, Alessandro Terrin, Marco Belotti, Filippo Magnini              | Italien     | 01:32,91 | 11. Dezember 2008 | Rijeka    |
| 11  | Stanislaw Donez, Stanislaw Lachtjuchow, Jewgeni Korotyschkin, Jewgeni Lagunow | Russland    | 01:32,08 | 10. Dezember 2009 | Istanbul  |
| 12  | Stanislaw Donez, Sergei Geibel, Jewgeni Korotyschkin, Sergei Fessikow         | Russland    | 01:31,80 | 10. Dezember 2009 | Istanbul  |

(Diese Liste ist noch unvollständig)
| Nr. | Sportler                                                               | Nation    | Zeit     | Datum             | Ort        |
| --- | ---------------------------------------------------------------------- | --------- | -------- | ----------------- | ---------- |
| 1   | Niccolò Bonacchi, Francesco Di Lecce, Piero Codia, Luca Dotto          | Italien   | 01:33,65 | 12. Dezember 2013 | Herning    |
| 2   | Stanislaw Donez, Sergei Geibel, Alexander Popkow, Jewgeni Sedow        | Russland  | 01:32,78 | 4. Dezember 2014  | Doha       |
| 3   | Guilherme Guido, Felipe França Silva, Nicholas Santos, César Cielo     | Brasilien | 01:30,51 | 4. Dezember 2014  | Doha       |
| 4   | Kliment Kolesnikow, Kirill Prigoda, Alexander Popkow, Wladimir Morosow | Russland  | 01:30,44 | 17. Dezember 2017 | Kopenhagen |
| 5   | Michele Lamberti, Nicolò Martinenghi, Marco Orsi, Lorenzo Zazzeri      | Italien   | 01:30,14 | 3. November 2021  | Kasan      |
| 6   | Lorenzo Mora, Nicolò Martinenghi, Matteo Rivolta, Leonardo Deplano     | Italien   | 01:29,72 | 17. Dezember 2022 | Melbourne  |

## Kurzbahnweltrekorde und -bestzeiten Frauen
| Nr. | Sportler                                                                   | Nation                                                  | Zeit     | Datum             | Ort      |
| --- | -------------------------------------------------------------------------- | ------------------------------------------------------- | -------- | ----------------- | -------- |
| 1   | Joscelin Yeo, Haley Cope, Staciana Stitts, Praphalsai Minpraphal           | Universitätsteam der University of California, Berkeley | 01:49,23 | 2000              |          |
| 2   | Hinkelien Schreuder, Moniek Nijhuis, Inge Dekker, Marleen Veldhuis         | Niederlande                                             | 01:47,44 | 10. Dezember 2005 | Triest   |
| 3   | Janine Pietsch, Janne Schäfer, Annika Mehlhorn, Britta Steffen             | Deutschland                                             | 01:46,67 | 15. Dezember 2007 | Debrecen |
| 4   | Emily Seebohm, Leisel Jones, Felicity Galvez, Lisbeth Trickett             | Australien                                              | 01:45,73 | 27. April 2008    | Canberra |
| 4   | Ranomi Kromowidjojo, Moniek Nijhuis, Hinkelien Schreuder, Marleen Veldhuis | Niederlande                                             | 01:45,73 | 13. Dezember 2008 | Rijeka   |
| 5   | Hinkelien Schreuder, Moniek Nijhuis, Inge Dekker, Ranomi Kromowidjojo      | Niederlande                                             | 01:42,69 | 12. Dezember 2009 | Istanbul |

(Diese Liste ist noch unvollständig)
| Nr. | Sportler                                                             | Nation             | Zeit     | Datum             | Ort       |
| --- | -------------------------------------------------------------------- | ------------------ | -------- | ----------------- | --------- |
| 1   | Mie Nielsen, Rikke Møller Pedersen, Jeanette Ottesen, Pernille Blume | Dänemark           | 01:45,92 | 15. Dezember 2013 | Herning   |
| 2   | Mie Nielsen, Rikke Møller Pedersen, Jeanette Ottesen, Pernille Blume | Dänemark           | 01:44,04 | 5. Dezember 2014  | Doha      |
| 3   | Alexandra De Loof, Lilly King, Kelsi Worrell, Katrina Konopka        | Vereinigte Staaten | 01:43,27 | 7. Dezember 2016  | Windsor   |
| 4   | Olivia Smoliga, Katie Meili, Kelsi Dahlia, Mallory Comerford         | Vereinigte Staaten | 01:42,38 | 12. Dezember 2018 | Hangzhou  |
| 4   | Louise Hansson, Sophie Hansson, Sarah Sjöström, Michelle Coleman     | Schweden           | 01:42,38 | 21. November 2021 | Abu Dhabi |
| 5   | Mollie O’Callaghan, Chelsea Hodges, Emma McKeon, Madison Wilson      | Australien         | 01:42,35 | 17. Dezember 2022 | Melbourne |

## Kurzbahnweltrekorde Mixed
| Nr. | Sportler                                                     | Nation      | Zeit     | Datum             | Ort       |
| --- | ------------------------------------------------------------ | ----------- | -------- | ----------------- | --------- |
| 1   |                                                              | Russland    | 01:41,70 | 12. Oktober 2013  |           |
| 2   |                                                              | Frankreich  | 01:39,54 | 20. Oktober 2013  |           |
| 3   |                                                              | Australien  | 01:38,02 | 5. November 2013  |           |
| 4   |                                                              | Australien  | 01:37,84 | 9. November 2013  |           |
| 5   | Eugene Godsoe, Kevin Cordes, Claire Donahue, Simone Manuel   | USA         | 01:37,17 | 21. Dezember 2013 | Glasgow   |
| 6   | Olivia Smoliga, Michael Andrew, Kelsi Dahlia, Caeleb Dressel | USA         | 01:36,40 | 13. Dezember 2018 | Hangzhou  |
| 7   | Kira Toussaint, Arno Kamminga, Maaike de Waard, Thom de Boer | Niederlande | 01:36,18 | 7. November 2021  | Kasan     |
| 8   | Ryan Murphy, Nic Fink, Kate Douglass, Torri Huske            | USA         | 01:35,15 | 14. Dezember 2022 | Melbourne |